# Cyathea subindusiata
Cyathea subindusiata är en ormbunkeart som beskrevs av Karel Domin. Cyathea subindusiata ingår i släktet Cyathea och familjen Cyatheaceae. Inga underarter finns listade.